# Competencias genéricas

## Habilidades en el uso de las tecnologías de la información y la comunicación
Información, comunicación y colaboración, convivencia digital y tecnología.
En la actualidad no se puede pensar ser un profesional exitoso si no se tiene buen manejo de las tecnologías dentro del lugar de trabajo, ya que ayudan a cumplir los objetivos empresariales.
Esto significa encontrar personas con las habilidades en la tecnología necesaria y el talento adecuado para hacer el trabajo,
por lo que las personas encargadas de recursos humanos valoran y buscan mucho esta habilidad dentro de las personas que contratan para trabajan en las empresas.
Las habilidades tecnológicas son las aptitudes y los conocimientos necesarios para realizar tareas específicas. Son prácticas y, a menudo, se relacionan con tareas mecánicas, de tecnología de la información, matemáticas o ciencias.
Algunos ejemplos incluyen el conocimiento de lenguajes de programación, equipos mecánicos o herramientas en particular. 
También es importante resaltar que, si bien las habilidades tecnológicas suelen ser más importantes para los trabajos relacionados con la tecnología de la información y comunicación (TIC), muchas otras industrias también quieren empleados con más de estas prácticas. 
Además de las habilidades tecnológicas que se necesitan en el lugar de trabajo, su dominio de un conocimiento específico puede ayudarlo en asegurarse de que sea contratado o promovido. 
Actualmente existe una lista de habilidades tecnológicas solicitadas, como por ejemplo:
-Administración de redes 
-Análisis de Big Data 
-Ciberseguridad 
-Gestión de proyectos 
-Gestión de redes sociales y marketing digital
-Escritura técnica. Entre otras más habilidades técnicas.
- Seguridad de información
- Certificaciones de Microsoft Office
- Creación de video
- Gestión de la relación con el cliente (CRM)
- Software de productividad
- Servicios Cloud / SaaS
- Gestión de base de datos
- Telecomunicaciones

Cómo podemos desarrollar estas habilidades y hacerlas más competitivas:
Agregar habilidades pertinentes a su curriculum
Destacar habilidades en su tarjeta de presentación y redes sociales
Utilice los ejemplos que demuestran sus habilidades en la entrevista de trabajo
Conclusión 
Hoy en día saber de habilidades y tecnologías no es opción ya que este es uno de los campos más demandantes para la industria, el mundo está avanzando cada día más lo que significa que nuevas tecnológicas van surgiendo día a día y es nuestro deber como profesionistas estar al día con estas tecnologías y saber usarlas dentro de nuestros campos laborales, si bien no es una tarea fácil,debemos siempre estar motivados y a la vanguardia de estas tecnologías.

## Competencias
Las competencias son todas aquellas habilidades, capacidades y conocimientos que posee una persona para poder cumplir de manera eficaz una tarea. En ellas, no solo se incluyen aptitudes teóricas, sino que; contribuyen a definir el pensamiento, carácter, valores y el manejo de situaciones problemáticas (de una manera razonable).
Éstas a su vez, se van adquiriendo a lo largo de la vida personal, profesional y académica de una persona mediante el aprendizaje. Siendo herramientas fundamentales para un correcto desempeño y ejercicio en el área de trabajo en la que resultan necesarias.
Un punto importante a destacar, es que al escuchar la palabra competencia, solemos relacionarla a 2 ámbitos principales (aunque existen muchos otros) que son:
- Ámbito empresarial.[1] Donde varias empresas compiten con un producto o servicio.
- Ámbito deportivo. Donde serie de equipos compiten para ver quién es el mejor u obtiene un mejor resultado.

También se le suele denominar Competición.

## Orígenes
El concepto comienza a ser usado en el espacio educativo europeo impulsado a través de la Estrategia de Lisboa, el Proceso de Bolonia y posteriormente el Proyecto Tuning.
Surge en sus inicios como una respuesta ante las nuevas demandas laborales del mercado europeo, donde se observó que las características de la formación profesional no se adecuaban a los nuevos perfiles profesionales buscados por los empleadores y requeridos para el progreso de la Unión Europea.
Entre el objetivo principal del Proyecto Tuning se encuentra el analizar las competencias que se relacionan con cada área temática. Dichas competencias son cruciales para cualquier titulación porque están específicamente relacionadas con el conocimiento concreto de un área temática. Éstas difieren de disciplina a disciplina, son las que confieren identidad y consistencia a cualquier programa, al igual que el concepto de los resultados de aprendizaje y competencias. Como resultados del aprendizaje que queremos significar en el conjunto de competencias que incluyen conocimientos, comprensión y habilidades que se espera que el estudiante domine, comprenda y demuestre después de completar un proceso corto o largo de aprendizaje.
Posteriormente, el Proyecto Tuning se masifica, impulsando iniciativas alrededor del mundo, donde para el caso de Latinoamérica, existe una versión de dicho proyecto.
Desde los distintos espacios de educación superior, la noción de competencia se ha ampliado, donde algunos autores orientan su uso para dar respuesta a los requerimientos sociales y para el desarrollo, involucrando con ello una visión más integral, menos centrada en el mercado laboral.
Tuning América Latina y Nacionales fue creado para el desarrollo dentro del amplio contexto de reflexión sobre educación superior que se ha impuesto como consecuencia del acelerado ritmo de cambio de la sociedad. La necesidad de compatibilidad, comparabilidad y competitividad de la educación superior ha surgido de las necesidades de los estudiantes, cuya creciente movilidad requiere información fiable y objetiva sobre la oferta de programas educativos.

## Contextualización
Las competencias, son el conjunto de destrezas, habilidades, conocimientos y características conductuales que correctamente combinados frente a una situación, predicen un desempeño superior. Es aquello que distingue el rendimiento excepcional del normal y que es observado directamente a través de las conductas de cada persona en la ejecución diaria de sus actividades.
Las competencias permiten conocer lo que una persona es capaz de hacer y si está bien hecho lo que hizo, así como las condiciones en las que el individuo debe mostrar su aptitud.
Como profesionales, debemos de conocer cuáles son las tipologías y las escalas de competencias que están directamente relacionadas en nuestro entorno laboral, profesional y personal; esto nos permitirá conocer con exactitud lo que nos hace falta para poder mejorar nuestro rendimiento en los ámbitos donde nos desenvolvemos.
Desde un punto de vista profesional, la competencia que más impacto genera es la de “compromiso ético”; ésta implica ser consciente de los valores morales de las diferentes actividades realizadas, así como el respetar y saber limitar las implicaciones sociales de las mismas.
La base fundamental de esta competencia es la Ética profesional, la cual se refiere al conjunto de normas o principios por los cuales debe regirse una persona en el ámbito laboral. Dicho factor trata de abarcar los parámetros y actividades que se realizan en las diferentes profesiones, además de que trata de establecer conciencia de responsabilidad en la ejecución de la profesión, mediante los valores de cada persona, los cuales, son adquiridos desde su niñez y van repercutiendo a lo largo de su vida (ya sea de manera positiva o negativa, según sea el caso).
Como personas, lo que nos define como seres humanos de bien o mal son nuestros valores, éstos vienen directamente relacionados con el compromiso ético, lo que nos dará seguridad al momento de realizar nuestras actividades cotidianas y las personas sentirán confianza cuando traten con nosotros, si tenemos ética en lo que hacemos es seguro que nos mantendremos firmes como profesionales a lo largo de nuestra trayectoria.
Se definen según el área en la que son ejecutadas:

## Tipos de competencias
Se definen según el área en la que son ejecutadas:
- Competencias básicas. También conocidas como Competencias para la vida, ayudan al individuo a insertarse de manera adecuada dentro de un determinado contexto social. Por ejemplo: comunicación lingüística, aprender a prender, autonomía e iniciativa personal, matemática, tratamiento de la información y competencia digital entre otras.
- Las competencias genéricas son todas aquellas habilidades, conocimientos, aptitudes, actitudes y recursos de una persona que le permite desenvolverse de manera adecuada en cualquier entorno laboral y alcanzar las metas propuestas en un puesto de trabajo concreto.

- Competencias específicas. Aquellas que son necesarias en un ámbito profesional o dentro de un área determinada. Se adquieren con la transmisión y asimilación por parte de la persona a partir de una serie de contenidos relativos.

## Competencias dentro del ámbito laboral
Actualmente dentro del ámbito laboral existe gran exigencia acerca de las capacidades con las que cuentan los profesionistas que ayudan a su desarrollo. Las competencias genéricas se distinguen por ser capacidades que se pueden aplicar dentro de cualquier profesión; siendo básicas en el desarrollo personal. Las competencias específicas son para cada área temática.
En cuanto a las competencias genéricas y específicas veremos unos ejemplos de la aplicación del Proyecto Tuning en relación con el Derecho:
- Identificar, conocer y aplicar los principios básicos y generales del ordenamiento jurídico.
- Demostrar conciencia crítica en el análisis del ordenamiento jurídico.
- Buscar la justicia y equidad en todas las situaciones en las que interviene.
- Defender y promover los valores esenciales del estado social y democrático de Derecho.
- Capacidad de actuar jurídica y técnicamente en diferentes instancias administrativas o judiciales con la debida utilización de procesos, actos y procedimientos.
- Estar comprometido con los Derechos Humanos y con el estado social y democrático de Derecho.
- Saber redactar textos jurídicos (ya sean contratos, dictámenes, sentencias, testamentos, etc.).
- Capacidad de ejercer su profesión trabajando en equipo multidisciplinarios.
- Considerar el uso de medios alternativos en la solución de conflictos.
- Actuar de manera leal, diligente y transparente en la defensa de intereses de las personas a las que representa.
- Tomar decisiones para la solución de controversias basadas en la ética profesional, además de tener vocación en su profesión.

En cuanto a las competencias genéricas y específicas veremos unos ejemplos de la aplicación del Proyecto Tuning en relación con Ingeniería industrial:
- Responsabilidad moral.
- Juicio crítico y creatividad.
- Comunicación efectiva.
- Trabajo en equipo.
- Analizar, plantear y solucionar problemas.
- Fomentar el desarrollo y mejora continua.
- Relacionarse.
- Liderazgo.
- Inteligencia emocional.
- Toma de decisiones.
- Anticipación.
- Don, de mando.
- Uso de tecnología.